# Triveni Acharya
Triveni Acharya es una periodista y activista hindú que reside en Mumbai, quién se ha hecho conocer por su labor en Rescue Foundation, una organización que combate la trata de personas.
El grupo fue fundado por su marido, Balkrishna Acharya, pero Triveni asumió la presidencia de la organización, cuando su cónyuge muriera en 2005, a raíz de un accidente de tránsito. La organización está dedicada al "rescate, rehabilitación y repatriación de víctimas de trata de personas en diversas partes de la India, Nepal y Bangladés, y quienes han sido vendidos para su explotación sexual", y han llevado a cabo ''redadas en burdeles'' desde 1993. La organización libera u aproximado de 300 niñas al año, y también proporciona asesoramiento, capacitación laboral, y exámenes de VIH. Dado que estas redadas a menudo han generado graves pérdidas económicas o encarcelamiento hacia traficantes de personas, Acharya ha recibido numerosas amenazas de muerte como resultado de su labor.
Bajo el liderazgo de Acharya, Rescue Foundation ha recibido numerosos premios a nivel nacional e internacional por su causa. En 2008, el grupo recibió el Premio Stree Shakti Premio para Mujeres Empresarias. El presidente de Taiwán Ma Ying-Jeou condecoró a Acharya con el Premio de los Derechos Humanos y la Democracia en Asia por parte de la Fundación de Taiwán por la Democracia, junto con una subvención de dinero efectivo en efectivo de $100 000 dólares estadounidenses; la organización había sido nominada al premio por una víctima de trata de personas, que había sido salvada por la fundación. En 2011, la misma Acharya fue galardonada con el Premio al coraje civil de la Fundación Train, que se otorga anualmente hacia aquellos ''que combaten decididamente el mal''. Compartió el premio con Lydia Cacho Ribeiro, una periodista mexicana también premiada por sus esfuerzos contra el ''tráfico sexual, la violencia doméstica y la pornografía infantil''. En 2013, Triveni recibió el Premio Humanitario del Mundo de los Niños, en conjunto con su labor en Rescue Foundation. Junto con el reconocimiento, el premio venía con una subvención monetaria de $75 000 dólares en efectivo.